# Frankenau-Unterpullendorf
Frankenau-Unterpullendorf (Kroatisch: Frakanava-Dolnja Pulja) is een gemeente in de Oostenrijkse deelstaat Burgenland, gelegen in het district Oberpullendorf (OP). De gemeente heeft ongeveer 1200 inwoners (80% Kroaten).

## Geografie
Frankenau-Unterpullendorf heeft een oppervlakte van 30 km². Het ligt in het uiterste oosten van het land.
Kadastrale gemeenten zijn Frankenau, Großmutschen, Kleinmutschen en Unterpullendorf.
Deutschkreutz · Draßmarkt · Frankenau-Unterpullendorf · Großwarasdorf · Horitschon · Kaisersdorf · Kobersdorf · Lackenbach · Lackendorf · Lockenhaus · Lutzmannsburg · Mannersdorf an der Rabnitz · Markt Sankt Martin · Neckenmarkt · Neutal · Nikitsch · Oberloisdorf · Oberpullendorf · Pilgersdorf · Piringsdorf · Raiding · Ritzing · Steinberg-Dörfl · Stoob · Unterfrauenhaid · Unterrabnitz-Schwendgraben · Weingraben · Weppersdorf
- Gemeinsame Normdatei: 1051074223
- Virtual International Authority File: 308708898